# Torocampa
Torocampa és un gènere de diplurs de la família Campodeidae.